# 317 TCN
317 TCN là một năm trong lịch La Mã.